# Alberto Spencer
Alberto Pedro Spencer Herrera (6. prosince 1937 Ancón — 3. listopadu 2006 Cleveland) byl ekvádorský fotbalový útočník, který je historicky nejlepším střelcem Poháru osvoboditelů, když v 87 zápasech vstřelil 54 branek, v letech 1960 a 1962 byl nejlepším střelcem ročníku, zaznamenal také první hattrick v dějinách soutěže.
Byl synem přistěhovalce z Jamajky, který pracoval v ropném průmyslu. Začínal v Guayaquilu v klubu CD Everest, roku 1960 přestoupil do uruguayského velkoklubu CA Peñarol. Vyhrál s ním sedmkrát Primera División de Uruguay (1960, 1961, 1962, 1964, 1965, 1967, 1968), třikrát Pohár osvoboditelů (1960, 1961, 1966) a dvakrát Interkontinentální pohár (1961 a 1966). Kariéru zakončil opět v Guayaquilu v klubu Barcelona SC, kde vyhrál v roce 1971 Serie A de Ecuador.
Reprezentoval Ekvádor (nastoupil na Mistrovství Jižní Ameriky ve fotbale 1959, kde vstřelil jeden gól v zápase proti Paraguayi) i Uruguay (vstřelil gól Angličanům v přátelském zápase ve Wembley). Na mistrovství světa ve fotbale nikdy nestartoval, proto je v Evropě podstatně méně známý než v Jižní Americe.
Měl dva syny a dceru, po ukončení kariéry působil jako ekvádorský konzul v Uruguayi. Po jeho smrti byl fotbalový stadión v Guayaquilu pojmenován Estadio Modelo Alberto Spencer. V anketě Nejlepší fotbalista 20. století se umístil s jednadvaceti hlasy na 56. místě, byl také zvolen dvacátým nejlepším jihoamerickým hráčem a nejlepším Ekvádorcem.